# Budapest elpusztult nevezetes épületeinek listája

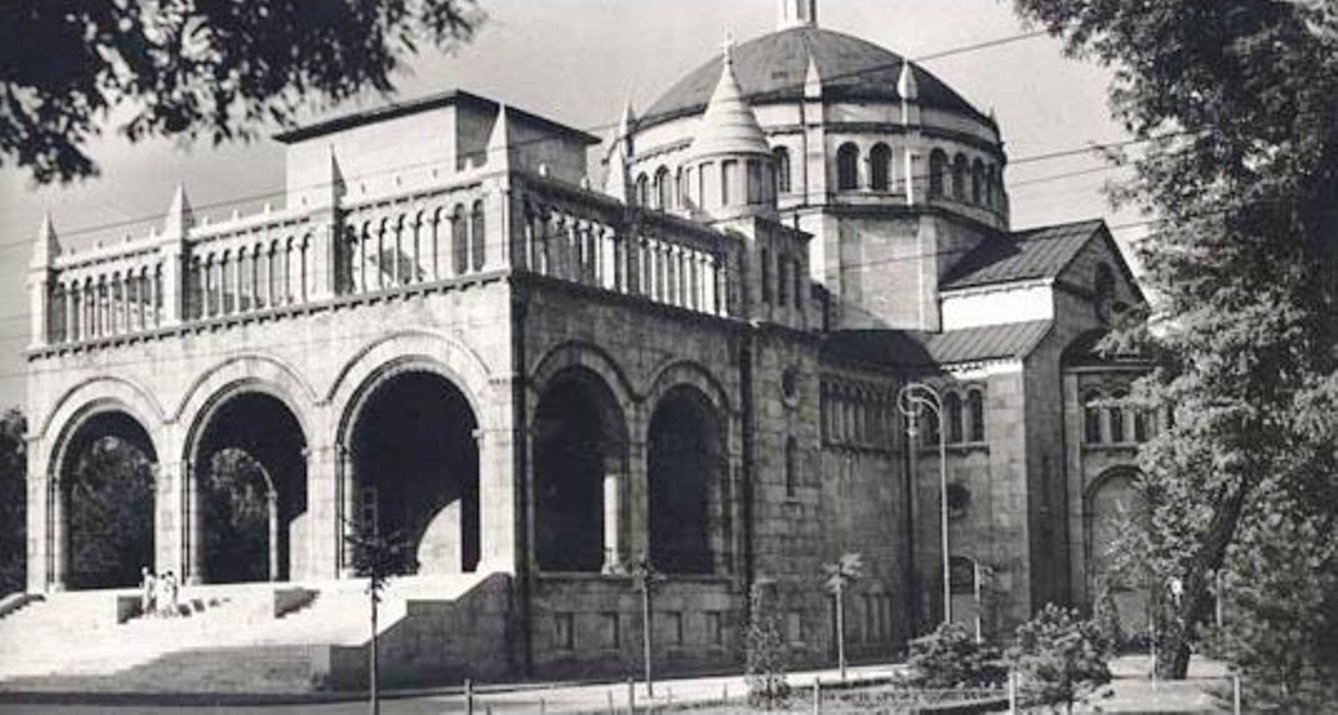
Az 1951-ben lebontott Regnum Marianum templom egyike azoknak a budapesti épületeknek, amelyekről ma már csak régi fényképek tanúskodnak

Az alábbi szócikk Budapest,  természeti, történelmi viszontagságok következtében elpusztult, eltűnt, megsemmisült vagy egyéb okok miatt elbontott, – már teljes, eredeti épségében nem látható – nevezetesebb épületeit és épületkomplexumait igyekszik felsorolni, a főváros egy-egy kerületére lebontva, az építés illetve a pusztulás (elbontás) idejének, valamint az építmény helyének feltüntetésével.
Budapest területén számtalan épület tűnt el az évszázadok alatt. A magánházak sokasága mellett jelentős középületek (Aquincumi paloták, középkori templomok) is elpusztultak, sokak létéről mindössze régészeti kutatások nyújtanak információt. Viszonylag pontosabb adatok a XIX. és XX. századi nagyobb építkezések kapcsán lebontott, vagy a második világháború alatt megsemmisült épületekről vannak.
A vasúttal kapcsolatos épületeket a Budapesti vasúti épületek és épületegyüttesek listája szócikk tartalmazza.

## XV. kerület
| Név                            | Építés ideje | Elpusztulás ideje | Elhelyezkedés                 | Megjegyzés                                                       | Kép |
| ------------------------------ | ------------ | ----------------- | ----------------------------- | ---------------------------------------------------------------- | --- |
| Budapesti Porcelángyár Rt.     | 1895         | 1995              | Öv u. 153.                    | Teljesen elbontották, helyére lakóházak épültek.                 |     |
| Bárka Baptista Gyülekezet háza | 1933 előtt   | 2003              | 1158 Budapest, Adria utca 24. | Elbontották. Helyére épült a Bárka Baptista Gyülekezet temploma. |     |

## XVII. kerület
| Név                                                        | Építés ideje | Elpusztulás ideje | Elhelyezkedés                | Megjegyzés                                                                              | Kép |
| ---------------------------------------------------------- | ------------ | ----------------- | ---------------------------- | --------------------------------------------------------------------------------------- | --- |
| Régi Rákoskeresztúri Szent Kereszt Felmagasztalása templom | 1741         | 1894              | 1173 Budapest, Pesti út 136. | Lebontották. Helyére épült az új Rákoskeresztúri Szent Kereszt Felmagasztalása templom. |     |

## XVIII. kerület
| Név                 | Építés ideje | Elpusztulás ideje | Elhelyezkedés                      | Megjegyzés                                                           | Kép |
| ------------------- | ------------ | ----------------- | ---------------------------------- | -------------------------------------------------------------------- | --- |
| Három király tornya | 1812         | 1940-es évek      | 1186 Budapest, Gilice tér környéke | II. világháború végén lebombázták. Emlékét ma a Gloriett-telep őrzi. |     |

## XX. kerület
| Név                             | Építés ideje | Elpusztulás ideje | Elhelyezkedés                   | Megjegyzés                                                      | Kép |
| ------------------------------- | ------------ | ----------------- | ------------------------------- | --------------------------------------------------------------- | --- |
| Ledofsky-féle Gőzmalom          | 1875         | 1919              |                                 | Az üzem 1919-ben leégett.                                       |     |
| Pesterzsébeti kápolna           | 1876         | 1908              | 1203 Budapest, Erzsébet tér     | Lebontották. Helyére épült az Árpádházi Szent Erzsébet templom. |     |
| régi Ady Endre Általános Iskola | 1878         | 1980              | 1204 Budapest, Ady Endre u. 98. | Lebontották. Helyére épült az új Ady Endre Általános Iskola.    |     |

## XXI. kerület
| Név                                      | Építés ideje | Elpusztulás ideje | Elhelyezkedés | Megjegyzés   | Kép |
| ---------------------------------------- | ------------ | ----------------- | ------------- | ------------ | --- |
| Csepeli temető kápolnája és ravatalozója | n. a.        | 1970              |               | Lebontották. |     |

## XXII. kerület
| Név             | Építés ideje | Elpusztulás ideje | Elhelyezkedés      | Megjegyzés                                                                                           | Kép |
| --------------- | ------------ | ----------------- | ------------------ | --- | --- |
| Savoyai kastély | 1700-as évek | 1911              |                    | Lebontották.                                                                                         |     |
| Metallochemia   | 1908         | 2007              | Harangozó utca 36. | Az 1990-es rendszerváltás után a vállalat összeomlott. Az épületeket elbontották, helyük üresen áll. |     |

## XXIII. kerület
| Név                      | Építés ideje | Elpusztulás ideje | Elhelyezkedés | Megjegyzés                            | Kép |
| ------------------------ | ------------ | ----------------- | ------------- | ------------------------------------- | --- |
| Soroksári szivattyútelep | 1893         | 1940-es évek      |               | A második világháborúban pusztult el. |     |

## Egyéb épületek
| Név                                                          | Építés ideje     | Elpusztulás ideje    | Elhelyezkedés             | Megjegyzés | Kép |
| ------------------------------------------------------------ | ---------------- | -------------------- | ------------------------- | --- | --- |
| A budapesti hidak vámszedőházai (több épület)                | 1849–1903 között | 1945 után            | budapesti hidak hídfőinél | Egyedül a Szabadság híd pesti hídfőjénél maradt meg két vámszedőház. |     |
| A Millenniumi Földalatti Vasút lejárócsarnokai (több épület) | 1896             | 1910-es–1920-as évek | Andrássy út, Deák tér     | Millenniumi Földalatti Vasút számára 1896 körül felszíni fedett, díszes lejárócsarnokok épültek (valószínűleg 8 épület). Ezeket az 1910-es–1920-as években bontották el. |     |

## Építmények
- Haditengerészeti emlékmű
- Ereklyés országzászló (1928)[13]